# Egy ivarnyílásúak
Az egy ivarnyílásúak (Monotrysia) a lepkék (Lepidoptera) rendjébe, a valódi lepkék (Glossata) alrendjébe tartozó Heteroneura alrendág egyik osztaga. Ősi molyoknak is nevezik őket. Pleziomorf jellegekre alapozva valószínűsítik, hogy az osztag parafiletikus.

## Származásuk, elterjedésük
Testvércsoportjuk a kettős ivarnyílásúak (Ditrysia) osztaga. A két osztag nagyjából a kora kréta kor közepén, mintegy 125 millió éve különült el (Varga). Ennyire idős kládról lévén szó, az egy ivarnyílásúak azóta gyakorlatilag az egész bioszférát benépesítették.
Az osztagot az utóbbi időben hat nagyobb filogenetikai ágra tagolják.

## Megjelenésük, felépítésük
Fő sajátosságuk a női ivarszervek egységes alkata: a nőstények potrohának végén nincs külön párzónyílás, végbél- és peterakó nyílás, hanem mindezek a készülékek egyetlen nyílásba torkollanak.

## Életmódjuk, élőhelyük
Sok közöttük az endofág, illetve aknázó életmódú faj.